# Авресје
Авресје (фр. Avressieux) насеље је и општина у источној Француској у региону Рона-Алпи, у департману Савоја која припада префектури Шамбери.
По подацима из 2011. године у општини је живело 480 становника, а густина насељености је износила 59,48 становника/km². Општина се простире на површини од 8,07 km². Налази се на средњој надморској висини од 295 метара (максималној 477 m, а минималној 234 m).

## Демографија
| 1962. | 1968. | 1975. | 1982. | 1990. | 1999. | 2011. |
| ----- | ----- | ----- | ----- | ----- | ----- | ----- |
| 304   | 324   | 304   | 296   | 349   | 384   | 480   |

График промене броја становника у току последњих година